# BDF-3299
BDF-3299 è una galassia remota con spostamento verso il rosso di z=7,1 che corrisponde ad una distanza percorsa dalla luce per giungere fino alla Terra di 12,9 miliardi di anni luce.
Osservazioni condotte nel 2013 e nel 2014 dall'Atacama Large Millimeter Array (ALMA) hanno permesso di visulizare altri dettagli di BDF-3299. 
In particolare, a fianco della galassia, è stata individuata una zona periferica, di colore rosso, che risulta essere un'enorme nube di gas in espansione.
Il segnale prodotto prende origine dal carbonio ionizzato della nube di gas nella quale si stanno formando nuove stelle. È la prima volta che vengono captati segnali di questo tipo in una galassia così distante, di un'epoca risalente a circa 800 milioni di anni dopo il Big Bang. Si desume che, dall'interazione tra le giovani stelle ed il gas freddo, si siano prodotte emissioni di radiazioni che hanno contribuito al processo di reionizzazione dell'idrogeno neutro che permeava l'universo e a rendere quest'ultimo nuovamente trasparente alla radiazione elettromagnetica. 

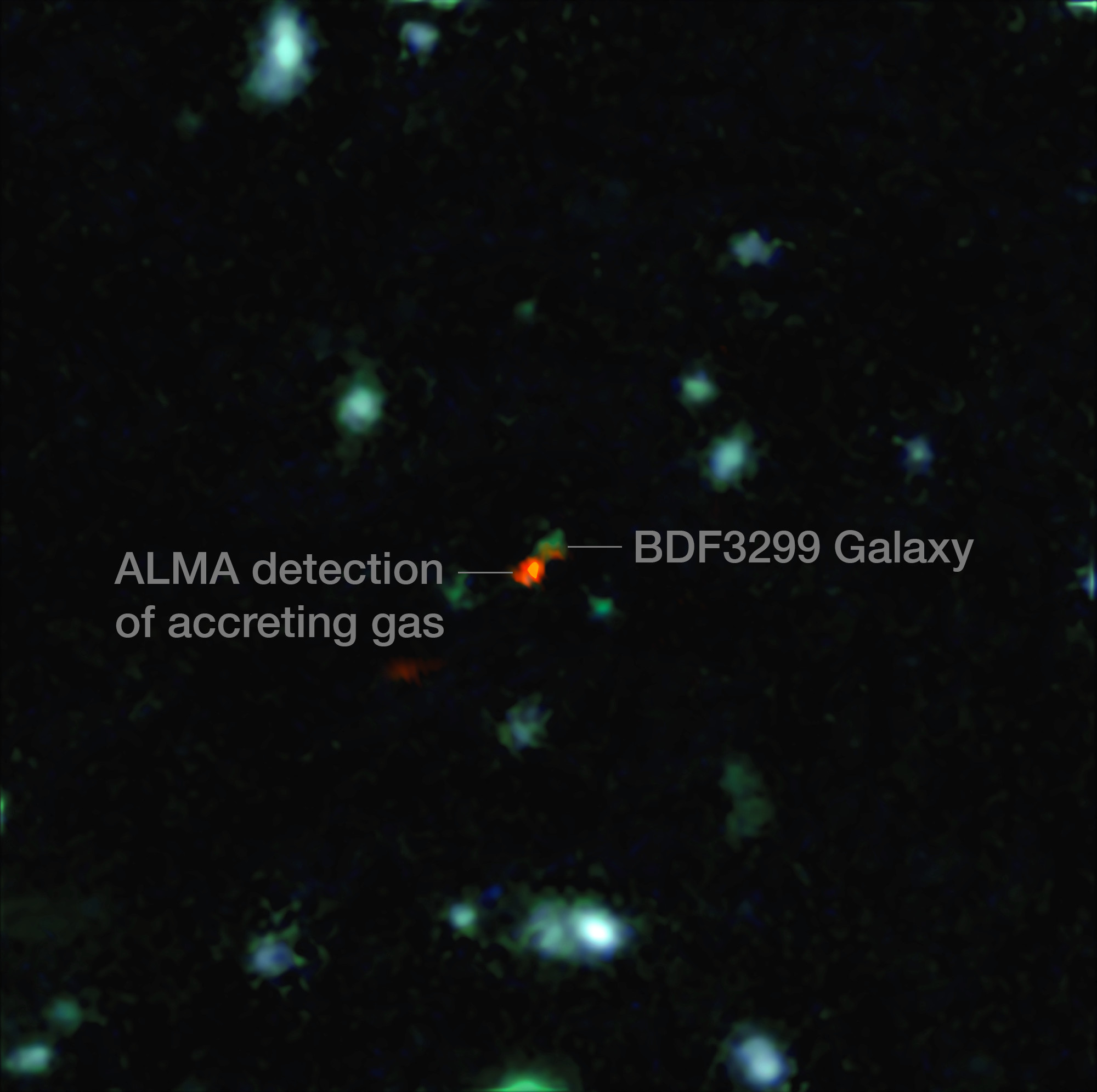
BDF-3299